# Clayton (Illinois)
Pour les articles homonymes, voir Clayton.
Clayton est un village du Comté d'Adams en Illinois.
La population était de 709 habitants en 2010.
L'acteur John Anderson (1922-1992) est né à Clayton.